# Greizer Landtag
Der Greizer Landtag war die Legislative des Fürstentums Reuß älterer Linie (Reuß-Greiz).

## Vorgeschichte
In den reußischen Fürstentümern bestanden bereits vor dem 19. Jahrhundert Landstände. Diese setzten sich aus den Kurien der Ritterschaft und den Vertretern der Städte zusammen. Eine Vertretung des Klerus war nicht vorgesehen. Die Stände traten planmäßig alle acht Jahre zusammen.
Obwohl Art. 13 der deutschen Bundesakte vorsah, dass in allen Ländern des Deutschen Bundes landständische Verfassungen und Landtage eingerichtet werden sollten, war im Fürstentum Reuß-Greiz weder eine Verfassung erlassen noch ein Landtag einberufen worden. Die Fürsten waren anti-konstitutionell eingestellt.
In der Deutschen Revolution 1848/49 gab Fürst Heinrich XX. dem Land zwar freiwillig eine Verfassung, doch kam diese nicht zur Ausführung, da die Reaktion die Anwendung der vom Beratungslandtag kurz nach der Revolution von 1848/1849 in Reuß älterer Linie entworfene Verfassung, welche einen Landtag vorsah, zur Makulatur machte.

## Entstehungsgeschichte
Erst im Jahr 1866 ergab sich eine neue Machtsituation. Traditionell Preußen abgeneigt und Österreich zugetan, befand sich Reuß-Greiz nach Österreichs Niederlage im Deutschen Krieg in einer schwierigen Position. Der Reuß-Greizer Diplomatie gelang es, die Selbstständigkeit des Fürstentums zu bewahren, dieses musste jedoch 100.000 Taler an Preußen zahlen und dem Norddeutschen Bund beitreten.
Die Eingliederung in den Norddeutschen Bund bedingte, dass endlich eine Verfassung für Reuß-Greiz erlassen wurde – die Verfassung des Fürstentums Reuß älterer Linie trat am 28. März 1867, dem Tag der Volljährigkeit und damit des Regierungsantritts von Fürst Heinrich XXII., in Kraft.
Im Abschnitt VII (§ 53–86) „von den Landständen“ waren die Regelungen bezüglich des Landtags niedergelegt. Der Landtag bestand aus 12 Mitgliedern, die jeweils einen Stellvertreter hatten. Drei der Mitglieder wurden vom Fürsten ernannt, der Rest in zwei Kurien gewählt. Zwei der Mitglieder wurden von den Ritterguts- und Großgrundbesitzern in direkter Wahl gewählt. 7 Mitglieder wurden von den übrigen Staatsbürgern in indirekter Wahl gewählt. Die Wahldauer betrug 6 Jahre. Alle drei Jahre wurde die Hälfte der Abgeordneten gewählt. Die Abgeordneten erhielten Diäten in Höhe von 2 Taler. Hinzu kamen 15 Silbergroschen, wenn der auswärtige Abgeordnete während der Parlamentsperiode in Greiz einen Wohnsitz nehmen musste. Der Landtagspräsident wurde vom Landtag gewählt. Erster Landtagspräsident wurde Theodor Zopf. Die Kompetenzen des Landtags waren nicht sehr weitreichend. Er verfügte über kein Gesetzesinitiativrecht.
Die ersten Landtagswahlen fanden im Juni/Juli 1867 aufgrund des Wahlgesetzes vom 24. April 1867 statt. Die Landtagseröffnung folgte am 6. August 1867.
In der Geschichte des Landtags kam es nur ein Mal zu einer Landtagsauflösung. Der Greizer Landtag weigerte sich 1878 zwei Mal, der Bildung des Landgerichtes Greiz zuzustimmen, da ein solches zu klein sein würde. Der Fürst löste daher am 29. Juli 1878 den Landtag auf. Der 1878 neugewählte Landtag stimmte am 18. November 1878 der Regierungsvorlage zu.

## Parlamentspräsidenten
- Theodor Zopf (1867–1870)
- Eduard Knoll (1870)
- Theodor Zopf (1872–1873)
- Heinrich Feistel (1873–1878)
- Theodor Zopf (1878)
- Eduard Knoll (1878–1881)
- Richard von Geldern-Crispendorf (1882–1902)
- Carl Liebe (1903–1911)
- Paul Thomas (1912–1917)
- William Oberländer (1918)
- Walther Jahn (1919)
- Franz Feustel (1919–1921)

## Mitglieder

### Mitglieder des ersten konstitutionellen Landtags
| Kurie                   | Name                                           | Ort                      | Vertreter                               | Ort         |
| ----------------------- | ---------------------------------------------- | ------------------------ | --------------------------------------- | ----------- |
| Vom Fürsten ernannt     | Konsistorialrat Franz Ludwig Hofmann           | Greiz                    | Pastor Gottlieb Schwalbe                | Fröbersgrün |
| Vom Fürsten ernannt     | Gerichtsrat Eduard Knoll                       | Greiz                    | Justizrat Carl Zopf                     | Greiz       |
| Vom Fürsten ernannt     | Kabinettsrat Richard von Geldern-Crispendorf   | Greiz                    | Kriminalgerichtsassessor Theodor Dietl  | Greiz       |
| Rittergutsbesitzer      | Legationsrat Heinrich von Kommerstädt          | Ober- und Unterschönfeld | Gutsbesitzer Carl Friedrich Petzold     | Schönfeld   |
| Rittergutsbesitzer      | Rittergutsbesitzer Hugo Wittich                | Dörflas                  | Gutsbesitzer Franz Ferdinand Hupfer     | Gottesgrün  |
| Gewählt (Greiz)         | Kaufmann Richard Leidholdt                     | Greiz                    | Kaufmann Heinrich Schilbach             | Greiz       |
| Gewählt (Greiz)         | Theodor Zopf                                   | Greiz                    | Fabrikant Ferdinand Büttner             | Greiz       |
| Gewählt (Zeulenroda)    | Stadtschreiber, Regierungsadvokat Carl Schmidt | Zeulenroda               | Kaufmann Gustav Birkner                 | Zeulenroda  |
| Gewählt (Landgemeinden) | Kaufmann Carl Friedrich Bauch                  | Irchwitz                 | Gutsbesitzer Friedrich Wilhelm Hupfer   | Gottesgrün  |
| Gewählt (Landgemeinden) | Gutsbesitzer Johann Friedrich Strauß           | Zoghaus                  | Gutsbesitzer Gottfried Heinrich Dietzel | Hain        |
| Gewählt (Landgemeinden) | Kaufmann Lucian Hempel                         | Greiz                    | Mühlenbesitzer Franz Julius Heller      | Dölau       |
| Gewählt (Landgemeinden) | Justizamtmann Heinrich Weigelt                 | Burgk                    | Amtsschulz Paulus Grimm                 | Zoppoten    |

### Mitglieder des letzten Landtags 1918
| Kurie                   | Name                                                 | Ort        | Vertreter                                           | Ort        |
| ----------------------- | ---------------------------------------------------- | ---------- | --------------------------------------------------- | ---------- |
| Vom Fürsten ernannt     | Kommerzienrat Paul Arnold                            | Greiz      | Fabrikant Gustav Reißmann                           | Greiz      |
| Vom Fürsten ernannt     | Rechtsanwalt, Justizrat Franz Brösel                 | Greiz      | Baumeister Heinrich Hoffmann                        | Greiz      |
| Vom Fürsten ernannt     | Oberbürgermeister Paul Thomas                        | Greiz      | Stadtrat Franz Ludwig                               | Zeulenroda |
| Rittergutsbesitzer      | Rittergutsbesitzer Artur von Geldern-Crispendorf     | Reudnitz   | Gutsbesitzer Hugo Edmund Hupfer                     | Gottesgrün |
| Rittergutsbesitzer      | Rittergutsbesitzer Georg von Loeben                  | Frotschau  | Gutsbesitzer August Hermann                         | Reudnitz   |
| Gewählt (Greiz)         | Weber Albin Beer                                     | Greiz      | Weber Arno Seidel                                   | Greiz      |
| Gewählt (Greiz)         | Rechtsanwalt William Oberländer                      | Greiz      | Fabrikant Hermann Reinhold                          | Greiz      |
| Gewählt (Zeulenroda)    | Erster Bürgermeister Ernst Jahn                      | Zeulenroda | Fabrikbesitzer Rudolf Schopper                      | Zeulenroda |
| Gewählt (Landgemeinden) | Kaufmann Oswald Fischer (SPD)                        | Greiz      | Lagerhalter Gustav Dillner (SPD)                    | Irchwitz   |
| Gewählt (Landgemeinden) | Zigarrenfabrikant Hermann Herzog (SPD)               | Hohenölsen | Weber Paul Jugold (SPD)                             | Pohlitz    |
| Gewählt (Landgemeinden) | Geschäftsführer Paul Kiss (SPD)                      | Greiz      | Gutsbesitzer und Gemeindevorsteher Hermann Fröbisch | Schönbrunn |
| Gewählt (Landgemeinden) | Gutsbesitzer und Standesbeamter Ferdinand Orlamünder | Zoppothen  | Gutsbesitzer und Amtsschulz Karl Müller             | Grochwitz  |

## Weitere Geschichte
In gewissem Maß bedingt durch das Wahlrecht wurden bis zur Novemberrevolution nur sehr wenige Sozialdemokraten Abgeordnete, obwohl die Sozialdemokratie ausweislich der Reichstagswahlergebnisse im Wahlkreis Reuß ä.L. im Lande vielfache Unterstützung erfuhr. Im Mai 1913 wurde durch den Landtag ein neues Wahlgesetz verabschiedet. Nach diesem Gesetz sollte die Zahl der Sitze im Landtag von 12 auf 15 erhöht werden. Mandate sollten die beiden Bürgermeister von Greiz und Zeulenroda qua Amt erhalten. Der dritte Sitz sollte von den Landbürgermeistern durch Wahl bestimmt werden. Aufgrund des Ersten Weltkriegs wurde jedoch nach diesem Wahlrecht nie gewählt.
Nach der Novemberrevolution kam es erstmals und letztmals zu freien Wahlen zum Greizer Landtag. Am 2. Februar 1919 wurden die 15 Sitze im Landtag bei einer Wahlbeteiligung von 74,7 % an folgende Parteien vergeben:
| Partei | Ergebnis | Sitze   |
| ------ | -------- | ------- |
| USPD   | 44,51 %  | 7 Sitze |
| DDP    | 22,67 %  | 4 Sitze |
| DNVP   | 16,95 %  | 2 Sitze |
| SPD    | 15,97 %  | 2 Sitze |

Am 4. April 1919 verabschiedete der vereinigte reußische Landtag (also der Greizer Landtag gemeinsam mit dem Landtag Reuß jüngerer Linie) das Gesetz über die Vereinigung der beiden reußischen Freistaaten zu einem Volksstaat Reuß, sowie über die vorläufige Verfassung und Verwaltung. Damit endete die Geschichte des Greizer Landtags.